# Studio Ponoc
 (транскр.  Студио Понок; јап. 株式会社スタジオポノック) јапански је анимациони студио са седиштем у Мусашину. Студио је основао Јошијаки Нишимура, бивши филмски продуцент за Studio Ghibli. Први дугометражни филм, Мери и чаробни цвет, приказан је 2017. године, док је истоимена Мери из тог филма постала заштитно лице студија.